# Vassal
Vassal je počítačový program pro hraní deskových a karetních her na počítači. Je napsaný v jazyce Java a je multiplatformní. Sám o sobě je licencován licencí GNU LGPL a jedná se tedy o otevřený a svobodný software, ovšem „moduly” pro jednotlivé hry podléhají běžným autorským právům. Kromě běžného hraní přes Internet umožňuje i hraní přes e-mail.